# Rynersonita
La rynersonita és un mineral de la classe dels òxids que pertany al grup de l'esquinita. Va ser anomenada en honor de Eugene B. Rynerson, propietari de la mina San Diego, el seu germà Buel F. i el seu pare Fred J. Rynerson.

## Característiques
La rynersonita és un òxid de fórmula química CaTa₂O₆. Cristal·litza en el sistema ortoròmbic en forma de cristals, de fins a 0,5 mm, allargats al llarg de [100] i aplanats en {010}, que s'agrupen en agregats fibrosos, en feixos, que arriben a mesurar diversos centímetres. La seva duresa a l'escala de Mohs és 4,5.
Segons la classificació de Nickel-Strunz, la rynersonita pertany a «04.DF: Òxids amb proporció metall:oxigen = 1:2 i similars, amb cations grans (+- mida mitja); dímers i trímers que comparteixen costats d'octàedres» juntament amb els següents minerals: esquinita-(Ce), esquinita-(Nd), esquinita-(Y), nioboesquinita-(Ce), nioboesquinita-(Nd), nioboesquinita-(Y), tantalesquinita-(Y), vigezzita, changbaiïta i murataïta-(Y).

## Formació i jaciments
La rynersonita és un producte d'alteració dels minerals primerencs de Nb-Ta en algunes pegmatites granítiques. Va ser descoberta a la mina San Diego (mina K. C. Naylor), a Gem Hill (Califòrnia, Estats Units). També ha estat descrita a Austràlia, altres indrets dels Estats Units, Madagascar, Noruega, la República Txeca, Rússia, Suècia i Uganda.
Sol trobar-se associada a altres minerals com: fersmita, estibiotantalita, casiterita, microlita, beyerita, turmalina, albita, quars, wodginita, zircó i lepidolita.